# Incidente de Corfu
O Incidente de Corfu foi uma crise diplomática e militar ocorrida em 1923 entre o Reino da Grécia e o Reino da Itália.

## Contexto histórico
Houve um litígio fronteiriço entre a Grécia e a Albânia. As duas nações levaram a disputa para a Conferência dos Embaixadores que criou uma comissão de autoridades inglesas, francesas e italianas - chefiada pelo general Enrico Tellini - para determinar os limites, que estava autorizada pela Liga das Nações para resolver a contenda. Desde o início das negociações, as relações entre a Grécia e a comissão se mostraram tensas. Além disso, o representante da Grécia abertamente acusou Tellini de trabalhar em favor das reivindicações da Albânia..

## Desenvolvimento do incidente
Em 27 de agosto de 1923, o general italiano Enrico Tellini e três de seus assistentes (o Major Luigi Corti, o Tenente Luigi Bonacini e um intérprete albanês) caíram em uma emboscada e foram assassinados por desconhecidos em Kakavia, próximo à cidade de Janina, em território grego. Nenhuma das vítimas foi roubada.
Eles foram atacados, segundo algumas fontes, os jornais italianos e a declaração oficial da Albânia, por nacionalistas gregos; enquanto outras fontes e a declaração oficial da Grécia, por bandidos albaneses.

## Reação italiana
A Itália enviou um ultimato à Grécia em 29 de agosto de 1923, exigindo 50 milhões de liras de reparações e a execução dos assassinos. A Grécia não foi capaz de identificar os assassinos, e as forças italianas bombardearam e ocuparam a ilha grega de Corfu em 31 de agosto de 1923, matando pelo menos quinze civis. A razão oficial para a invasão foi, sem dúvida, a posição estratégica de Corfu, na entrada do Mar Adriático.

## Resolução da crise
A Grécia apelou à Liga das Nações, que inicialmente condenou a ocupação italiana. A disputa foi encaminhada à Conferência dos Embaixadores e a Itália aceitou sua decisão. A Conferência seguiu em grande parte as exigências italianas, ordenando que a Grécia pedisse desculpas e pagasse uma indenização, uma decisão que a Grécia concordou. As forças italianas se retiraram de Corfu em 27 de setembro de 1923.

## Consequências
O principal motivo para a invasão era a posição estratégica de Corfu, na entrada do Mar Adriático.
A crise mostrou que a Liga das Nações era fraca e não poderia resolver disputas quando uma grande potência confrontava uma pequena.  A autoridade da Liga tinha sido abertamente desafiada pela Itália, um membro fundador da Liga e membro permanente do Conselho. Além disso, a crise mostrou o propósito e o tom da política externa fascista.
A invasão de Corfu pela Itália foi o mais agressivo movimento de Benito Mussolini da década de 1920. A reputação de Mussolini foi reforçada na Itália.